# Berni Rodríguez
Bernardo Rodríguez Arias, detto Berni (Malaga, 7 giugno 1980), è un ex cestista e dirigente sportivo spagnolo.
Alto 197 cm, giocava come ala.

## Carriera
Con la Spagna ha disputato i Campionati mondiali del 2006, i Campionati europei del 2007 e i Giochi olimpici di Pechino 2008.

## Palmarès
- Campionato spagnolo: 1

Málaga: 2005-06
- Copa del Rey: 1

Málaga: 2005
- Coppa Korać: 1

Málaga: 2000-01